# Scirtothrips inermis
Scirtothrips inermis är en insektsart som beskrevs av Hermann Priesner 1933. Scirtothrips inermis ingår i släktet Scirtothrips och familjen smaltripsar. Inga underarter finns listade i Catalogue of Life.